# Леунтя
Леунтя (рум. Leuntea, Леонтьево) — село в Каушанском районе Молдавии. Наряду с сёлами Грэдиница и Валя Верде входит в состав коммуны Грэдиница.

## География
Село расположено на высоте 30 метров над уровнем моря.

## Население
По данным переписи населения 2004 года, в селе Леунтя проживает 480 человек (208 мужчин, 272 женщины).
Этнический состав села:
| Национальность | Число жителей | Процентный состав |
| -------------- | ------------- | ----------------- |
| русские        | 208           | 43,33             |
| молдаване      | 156           | 32,5              |
| украинцы       | 109           | 22,71             |
| болгары        | 3             | 0,63              |
| гагаузы        | 1             | 0,21              |
| прочие         | 3             | 0,63              |
| Всего          | 480           | 100 %             |